# شوپن‌اشتت
شهر شوپن‌اشتت (به آلمانی: Schöppenstedt) در ایالت نیدرزاکسن در کشور آلمان واقع شده‌است.